# Moshe Feldenkrais
Moshé Pinchas Feldenkrais (6. Maj 1904 – 1. Juli 1984) var en Ukrainsk-Israelsk ingeniør, fysiker, judomester og kendt som grundlægger af Feldenkraismetoden, en form for kropsterapi.

## Liv
Moshé Pinchas Feldenkrais blev født i 1904 i en ukrainsk jødisk familie i den russiske imperiale by Slavuta (nu i Ukraine) og voksede op i Baranovichi, Hviderusland. I 1918 immigrerede han til Det Britiske Mandat i Palæstina. Han arbejdede og blev student fra Gymnasia Herzliya i 1925. Efter eksamen arbejdede han som kartograf for det britiske undersøgelseskontor og begyndte at studere selvforsvar, herunder Ju-Jitsu. Han fik en fodboldskade i 1929, der blev forværret under Anden Verdenskrig, hvilket fik ham til at udvikle sin egen metode.
I løbet af 1930'erne boede Feldenkrais i Frankrig han tog sin ingeniøruddannelse fra École Spéciale des Travaux Publics. Senere fik han sin doktorgrad i fysik ved universitetet Sorbonne i Paris, hvor Marie Curie var hans lærer og mentor.
Han arbejdede som forskningsassistent for atomkemiker og nobelprismodtager Frédéric Joliot-Curie ved Radium Instituttet. I september 1933 mødte han Jigoro Kano, grundlæggeren af judo i Paris. Kano opfordrede ham til at studere judo under Mikinosuke Kawaishi. Feldenkrais blev en nær ven af Kano og korresponderede med ham regelmæssigt. I 1936 fik han et sort bælte i judo, og senere fik han sit sorte bælte i 2. dan i 1938. Han var medstifter af Ju-Jitsu Club de France, en af de ældste judoklubber i Europa, som stadig eksisterer i dag. Frédéric og Irène Joliot-Curie og Bertrand Goldschmidt tog judotimer fra Feldenkrais under deres tid sammen på instituttet.
På tærsklen til den nazistiske invasion af Frankrig i 1940 flygtede Feldenkrais til Storbritannien med en krukke med tungt vand og en bunke forskningsmateriale med instruktioner om at levere dem til det britiske admiralitetskrigskontor. Indtil 1946 var han videnskabsofficer i Admiralitetet og arbejdede med antiubådsvåben i Fairlie, Skotland. Hans arbejde med at forbedre sonar førte til flere patenter. Han underviste også i selvforsvarsteknikker til sine medsoldater. På glatte ubådsdæk forværrede han igen en gammel fodboldknæskade. Da han nægtede en operation besluttede han sig for at udforske og udvikle selvrehabiliterings- og bevidsthedsteknikker ved selvobservation, som han senere udviklede til sin metode. Hans opdagelser førte til, at han begyndte at dele med andre (inklusive kollega J. D. Bernal) gennem forelæsninger, eksperimentelle klasser og en-til-en arbejde med nogle få.
Feldenkrais' selvrehabilitering satte ham i stand til at fortsætte sin judotræning. Fra sin stilling i Den Internationale Judokomité begyndte han at studere judo videnskabeligt, idet han inkorporerede den viden, han havde opnået ved sin egen rehabilitering. I 1949 udgav han den første bog om sin metode, Body and Mature Behavior: A Study of Anxiety, Sex, Gravitation and Learning. Han studerede Gurdjieffs, F. Matthias Alexanders, Elsa Gindlers og William Bates' arbejde. Han rejste også til Schweiz for at studere hos musikpædadogen Heinrich Jacoby.
I 1951 vendte han tilbage til Israel. I 1954, efter at have ledet Israel Defense Forces (IDF) Department of Electronics i flere år, slog han sig ned i Tel Aviv og begyndte at undervise i sin metode på fuld tid. I 1957 mødte han Mia Segal, som blev hans assistent og arbejdede sammen med ham i tredive år. Han blev også personlig træner for David Ben-Gurion, Israels premierminister, som han lærte at stå på hovedet.
Igennem 1960'erne, 1970'erne og 1980'erne præsenterede han sin metode i Europa og i Nordamerika (herunder et Awareness Through Movement-program om det menneskelige potentiale på Esalen Institute i 1972). Han trænede den første gruppe på 13 lærere i metoden fra 1969 til 1971 i Tel Aviv. I løbet af fire somre, fra 1975 til 1978, uddannede han 65 lærere i San Francisco på Lone Mountain College inviteret af Humanistic Psychology Institute. I 1980 begyndte 235 studerende på hans uddannelse på Hampshire College i Amherst, Massachusetts. Han blev syg i efteråret 1981 efter at have undervist i to af de planlagte fire somre, stoppede han med at undervise offentligt.

## Feldenkraismetoden
Formålet med Feldenkraismetoden er at indlære bedre bevægelser og forøge livskvaliteten, gennem instruktion og blid manipulation af kroppen.
I 2015 offentliggjorde det australske sundhedsministerium resultaterne af en gennemgang af alternative terapiformer, der forsøgte at finde ud af om nogen af dem var egnede til at blive dækket af sundhedsforsikringer. Undersøgelsen fandt, at der ikke var nogen klar evidens for Feldenkraismetodens effektivitet.

### Feldenkrais skrev syv bøger
- Judo - The Art of Defence and Attack, 1944
- Body and Mature Behaviour (A study in gravity, anxiety, sex and learning.), 1949
- Higher Judo - Groundwork, 1952
- Awareness Through Movement, 1972
- The Case of Nora, 1977
- The Elusive Obvious, 1981
- The Potent Self, 1985

### Biografi
- Mark Reese: Moshe Feldenkrais: A Life in Movement, 2015

### Links
- akademisk forskningsdatabase omkring Feldenkrais Metoden

 Der er for få eller ingen kildehenvisninger i denne artikel, hvilket er et problem. Du kan hjælpe ved at angive troværdige kilder til de påstande, som fremføres i artiklen.

1. ↑  Navnet er anført på bokmål og stammer fra Wikidata hvor navnet endnu ikke findes på dansk.